# ガールズ・トーク (エルヴィス・コステロの曲)
「ガールズ・トーク」（"Girls Talk"）はエルヴィス・コステロが作詞作曲したニュー・ウェイヴの曲。録音は1978年のデイヴ・エドモンズによるものが最初。
初期のバージョンをコステロからもらったエドモンズが手を加えて、自身のアルバム Repeat When Necessary に収録した。エドモンズのバージョンは全英シングル・チャートで最高4位、アイルランドで最高12位となった。コステロも後に自身によるバージョンをリリースした（ "I Can't Stand Up for Falling Down" のB面に収録）。

## 背景
コステロの既発作品に多く見られるように、歌詞は "though you may not be an old-fashioned girl, you're still going to get dated" のようにダブルミーニングに満ちており、意味が捉えにくい。2002年にライノから再発された Get Happy!! のライナーノーツで、コステロは、女性のゴシップを歌ったものだと述べている。
本曲の最も成功したカバーバージョンはデイヴ・エドモンズによるもので、コステロは「酔った勢いで」この曲をエドモンズにあげてしまったという。エドモンズは「ある日、エルヴィスがスタジオに来て、『この曲あげるよ』と言ってカセットをくれた。だがあまりよい出来ではなかった。というのも、ギター1本の、ものすごい速さの演奏だったので。最初は理解できなかった。しかし、自分で作った全く新しいアレンジと、全く新しい感じがとても気に入った。エルヴィスの気に入ったかどうかはわからない。彼は非常に感情的な人で、気に入らないものはすぐに指摘する」と述べている。
1979年6月にリリースされると、エドモンズのバージョンは全英シングル・チャートで4位となり、11週間チャート上に留まった。エドモンズのイギリスでの最後のトップ10ヒットとなり、アルバム Repeat When Necessary の一曲目を飾った。
コステロが録音したバージョンはシングル "I Can't Stand Up for Falling Down" のB面としてリリースされ、その後しばらくは彼のツアーでの演奏曲の定番となった。

## ミュージック・ビデオ
本曲のミュージック・ビデオが存在する。エドモンズとロックパイルがマンハッタンのミッドタウンにあるワーナー・ブラザース・レコードの屋上で演奏する様子と、マンハッタンを歩くさまざまな人々が写されている。

## 評論家による評価
オールミュージックのスチュワート・メイソンは、コステロの「抑えた脅し」の口調を称賛し、「当時のコステロの歌詞の中でも、最も辛辣な部類のものが見られる」と本曲に肯定的な評価を与えている。また、ローリング・ストーン誌のデブラ・レイ・コーエンは、エドモンズのバージョンは「横柄で乱暴」だが、「コステロは、神経質に震わせた声と、足音のように響くソフトなキーボードの音で、この曲の偏執狂的な土台を取り戻している」と語った。

## その他のカバーバージョン
- リンダ・ロンシュタット （1980年、アルバム『激愛』所収）
- リヴィング・エンド （2006年、CDシングル "Wake Up" 所収）
- マシュー・スウィート & スザンナ・ホフス （2013年、アルバム Under the Covers, Vol. 3 所収）

## チャート履歴
| チャート(1979-80年)                | 最高 順位 |
| ---------------------------------- | --------- |
| オーストラリア (Kent Music Report) | 9         |
| カナダ RPM Top Singles             | 18        |
| アイルランド (IRMA)                | 11        |
| 全英シングル・チャート             | 4         |
| 米国 Billboard Hot 100             | 65        |
| 米国 Cash Box Top 100              | 65        |

| チャート (1979年) | 順位 |
| ----------------- | ---- |
| オーストラリア    | 59   |